# Fernandezia
Fernandezia é um género botânico pertencente à família das orquídeas (Orchidaceae).

## Espécies
1. Fernandezia aurantiaca Senghas, J. Orchideenfr. 10: 258 (2003).
2. Fernandezia hartwegii (Rchb.f.) Garay & Dunst., Venez. Orchids Ill. 5: 126 (1972).
3. Fernandezia ionanthera (Rchb.f. & Warsz.) Schltr., Repert. Spec. Nov. Regni Veg. 16: 249 (1920).
4. Fernandezia lanceolata (L.O.Williams) Garay & Dunst., Venez. Orchids Ill. 5: 124 (1972).
5. Fernandezia maculata Garay & Dunst., Venez. Orchids Ill. 5: 126 (1972).
6. Fernandezia myrtillus (Rchb.f.) Garay & Dunst., Venez. Orchids Ill. 5: 126 (1972).
7. Fernandezia nigrosignata (Kraenzl.) Garay & Dunst., Venez. Orchids Ill. 5: 126 (1972).
8. Fernandezia sanguinea (Lindl.) Garay & Dunst., Venez. Orchids Ill. 5: 126 (1972).
9. Fernandezia subbiflora Ruiz & Pav., Syst. Veg. Fl. Peruv. Chil.: 240 (1798).
10. Fernandezia tica Mora-Ret. & García Castro, Brenesia 39-40: 164 (1993).